# Burg Kirnberg (Gebsattel)
Die Burg Kirnberg ist eine abgegangene mittelalterliche Turmhügelburg (Motte) am Wildhofener Bach 260 Meter östlich bis ostsüdöstlich der Kirche in Kirnberg, einem heutigen Ortsteil der Gemeinde Gebsattel im Landkreis Ansbach in Bayern.
Die vermutlich hochmittelalterliche quadratische Anlage mit rechteckig umgreifenden Wall und Graben war wahrscheinlich Sitz der zwischen 1261 und 1366 in den Schriftquellen nachgewiesenen Herren von Kirnberg. Vermutlich ist die Motte wie andere Burgen rund um Rothenburg vom Städtebund 1381 zerstört worden. 1408 existierte die Burg offenbar nicht mehr, denn der Rothenburger Bürgermeister Heinrich Toppler besaß damals nur noch den Wassergraben und die Obstbäume um den Burghof. 1923 waren noch Reste des Hügels vorhanden, die Bauern haben aber in der Folgezeit die Erde auf ihre Äcker abgefahren.
Die Motte lag ursprünglich in einem künstlichen Weiher, der über einen 70 m langen und 7–12 m breiten Kanal vom Wildenhofer Bächlein im Nordosten gespeist wurde. Der Turmhügel mit einem Basisdurchmesser von ca. 30 m und seine Befestigung sind mittlerweile vollständig verschwunden.